# Поверхность Гурвица

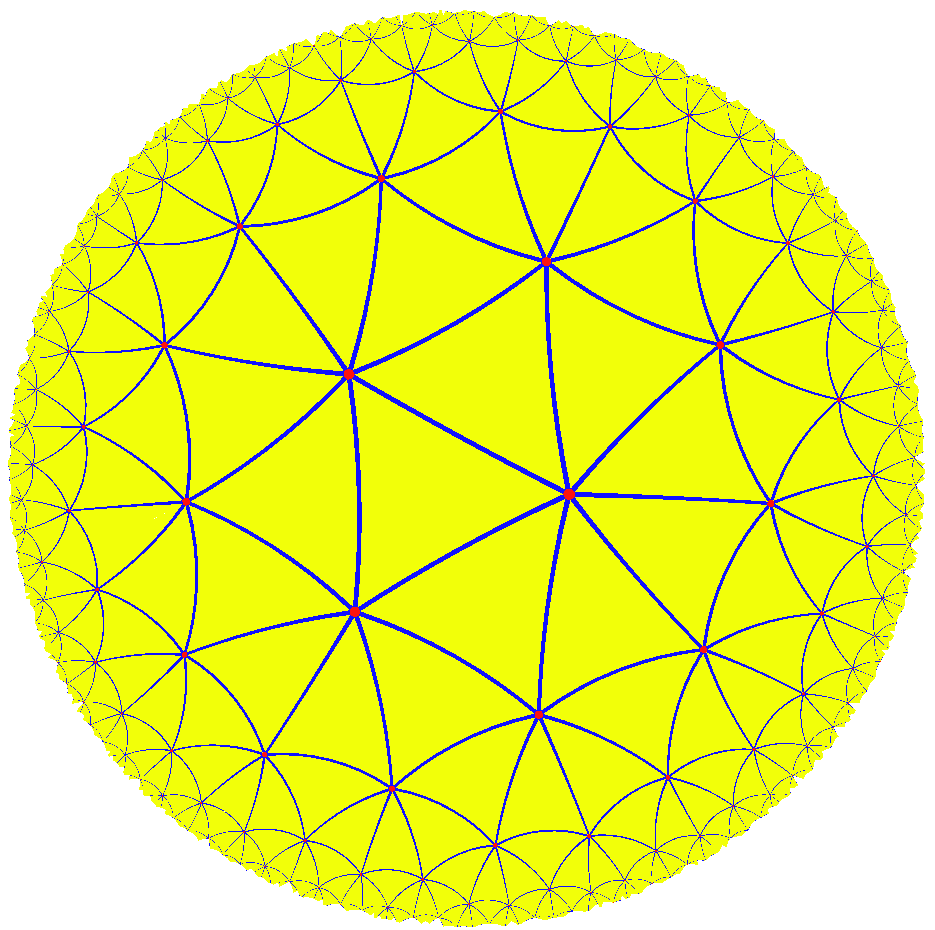
Любая поверхность Гурвица имеет триангуляцию как факторпространство, причём автоморфизмы этой триангуляции совпадают с римановыми и алгебраическими автоморфизмами поверхности.

Поверхность Гурвица — компактная риманова поверхность, имеющая в точности
84(g − 1)
автоморфизмов, где g — род поверхности. Их также называют кривыми Гурвица, понимая их при этом как комплексные алгебраические кривые (комплексная размерность 1 соответствует вещественной размерности 2).
Названа в честь немецкого математика Адольфа Гурвица.

## Свойства
- Это число, 84(g − 1), в силу теоремы Гурвица об автоморфизмах [1], является максимальным.

- Фуксова группа поверхности Гурвица является нормальной подгруппой конечного индекса в (обычной) треугольной группе (2,3,7), а также не имеет кручения. Конечная факторгруппа является в точности группой автоморфизмов.

- Автоморфизмы комплексной алгебраической кривой являются сохраняющими ориентацию автоморфизмами подлежащей вещественной поверхности. Если рассматривать также обращающие ориентацию изометрии, то получится вдвое большая группа, имеющая порядок 168(g − 1), которая иногда представляет интерес.

### Замечания
- Здесь под «треугольной группой (2,3,7)» чаще всего понимается не полная треугольная группа Δ(2,3,7) (группа Коксетера с треугольником Шварца (2,3,7), или реализованная как гиперболическая группа отражений[англ.]), а скорее обычная треугольная группа (группа фон Дика) D(2,3,7) сохраняющих ориентацию отображений, имеющая индекс 2. Группа комплексных автоморфизмов является факторгруппой обычной треугольной группы, в то время как группа изометрий (с возможным изменением ориентации) является факторгруппой полной треугольной группы.

## Примеры
Поверхность Гурвица минимального рода — это квартика Клейна рода 3, с группой автоморфизмов PSL(2,7) (проективная специальная линейная группа), имеющая порядок 84(3−1) = 168 = 22•3•7 и являющаяся простой группой. Следующий допустимый род равен семи и его имеет поверхность Макбита с группой автоморфизмов PSL(2,8), которая является простой группой порядка 84(7−1) = 504 = 22•32•7. Если рассматривать также меняюющие ориентацию изометрии, порядок группы будет равен 1008.
Интересный феномен наблюдается на следующем возможном значении рода, а именно на 14. Здесь есть тройка различных римановых поверхностей с идентичными группами автоморфизмов (порядка 84(14−1) = 1092 = 22•3•7•13).
Объяснение этого феномена арифметическое. А именно, в кольце целых подходящего числового поля рациональное простое 13 разлагается на произведение трёх различных простых идеалов. Главные конгруэнц-группы, определённые тройкой простых идеалов, дают фуксовы группы, соответствующие первой тройке Гурвица.